# 荒川憲一 (作曲家)
荒川 憲一（あらかわ けんいち）は、主にコンピュータゲームの音楽を手がける作曲家。株式会社サクセス所属。別名義としてThomas Brown、とまぞぉ、T.KOMORO 他。
PC-8801MkIISRの時代より同人音楽界で活躍。商業作品では主にサイレンス製のPC-9801用ゲームソフトを担当していた。
フリーランスで活動後にジャレコに入社し、『GUNばれ!ゲーム天国』などを担当。
現在は株式会社サクセスに在籍している。同業の梶原正裕などと親交が深い。

## 主な作品
- グランシード (PC98)
- Rusty（pc98）
- 宝魔ハンターライム (PS)
- 宝魔ハンターライム2 (PS)
- 宝魔ハンターライム with Paint Maker (PS)
- VIPERシリーズ (PC98、X68k、TOWNS、Win95など)
- ドラゴンシーズ 最終進化形態 (PS)
- バトル昆虫伝 (PS)
- ゲーム天国 (SS)
- GUNばれ!ゲーム天国 (PS)
- テラ・ファンタスティカ (SS)
- 幻霧ノ塔ト剣ノ掟 (DS)
- オペレーション・ダークネス (Xbox 360)